# Kreisgericht Lissa
Das Kreisgericht Lissa war von 1849 bis 1878 ein preußisches Kreisgericht mit Sitz in Lissa .

## Geschichte
In Lissa  bestand bis 1849 das Land- und Stadtgericht Lissa. Nach der Märzrevolution wurde dieses Gericht aufgehoben und in der ganzen Provinz Posen einheitlich Kreisgerichte gebildet. In Lissa entstand so das Kreisgericht Lissa. Es war eines von 16 Kreisgerichten im Sprengel des Appellationsgerichts Posen. Eine Gerichtskommission wurde in Fraustadt gebildet.
Der Sprengel des Kreisgerichts Lissa umfasste den Kreis Fraustadt mit den Städten Fraustadt, Lissa, Reisen, Schlichtingsheim, Schwetzkau, Storchnest und Zaborowo mit 61.026 Gerichtseingesessenen (1861). Das Kreisgericht Lissa war Schwurgericht für die Kreisgerichte Lissa, Kosten und Rawicz. Das Gericht bestand aus einem Direktor und acht Kreisrichtern zu denen noch drei Richter der Gerichtskommission kamen.
Im Rahmen der Reichsjustizgesetze wurde das Gerichtswesen in Deutschland 1879 vereinheitlicht. Damit wurde das Kreisgericht Lissa aufgehoben und das königlich preußische Amtsgericht Lissa (sowie das Amtsgericht Fraustadt für die Gerichtskommission) mit Wirkung zum 1. Oktober 1879 als eines von sieben Amtsgerichten im Bezirk des Landgerichtes Lissa als Nachfolger gebildet.